# Flore d'Arenberg

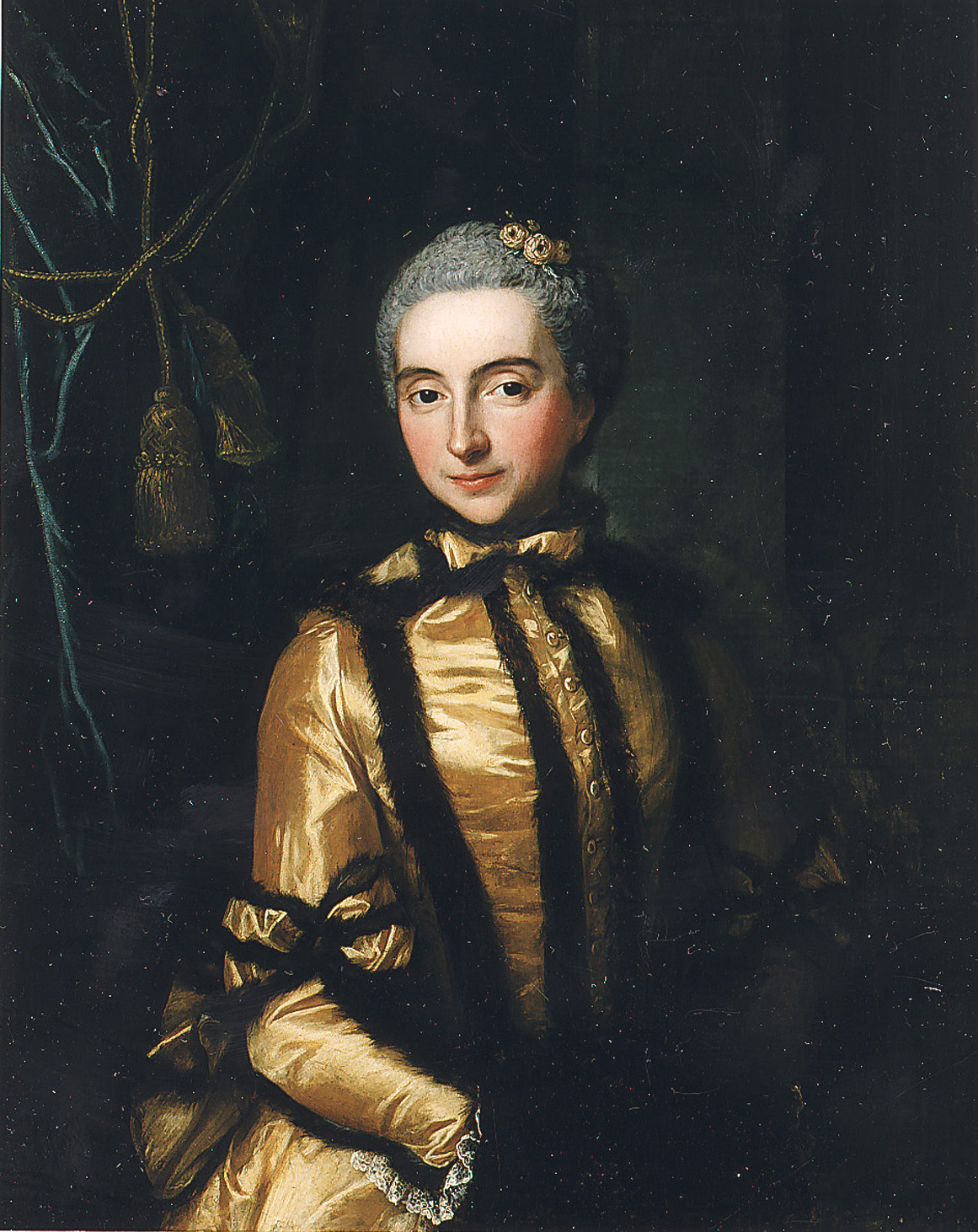
Portretschilderij uit 1771

Marie Flore Françoise Augustine Charlotte Emilie Ferdinande prinses van Arenberg (Brussel, 25 juni 1752 – aldaar, 15 april 1832) was een Zuid-Nederlandse edelvrouw uit het Huis Arenberg.

## Leven
Ze was een dochter van hertog Karel Maria Raymond van Arenberg en gravin Louise Marguerite de La Marck. Haar broer was de blinde Lodewijk Engelbert van Arenberg. Ze trouwde in 1771 met hertog Wolfgang Guillaume d'Ursel (1750-1804). Hij was een vooraanstaand edelman in het hertogdom Brabant en maakte carrière in het Oostenrijkse leger. Zijn vrouw volgde hem waar mogelijk. In 1779 bracht Ursel het tot generaal-majoor. In 1784 keerde hij met zijn gezin terug naar het Brusselse stadspaleis. In de hoofdstad waren de beide echtgenoten lid van de aristocratische loge L'Heureuse Rencontre en volgden ze met passie het theaterleven. Eind 1786 begonnen ze aan een reis naar Italië. Het volgende jaar zouden ze Goethe ontmoeten in Napels, die opmerkte hoe gecultiveerd ze waren.
Net als haar man en haar broer had Flore verlichte ideeën en was ze een uitgesproken vonckiste. Ze stond bekend als intelligent, ambitieus en volhardend. Tijdens de Kleine Revolutie van 1787 zorgde keizer Jozef II ervoor dat Ursel werd weggeroepen naar Hongarije, maar in diens afwezigheid liet zijn vrouw zich gelden. Aan het begin van de Brabantse Revolutie plaatste generaal Richard d'Alton haar in oktober 1789 onder huisarrest nadat huisleraar Philippe Secretan tijdens een verhoor had verklaard dat ze complotteerde met de patriotten in Breda. Het verhinderde niet dat het opstandelingenlegertje in november langskwam op haar Kasteel van Hingene om enkele kleine kanonnen op te halen die ze had beloofd. Ze werden met goed gevolg gebruikt in de Vier Dagen van Gent. Vervolgens werd Flore op 16 november vrijgelaten.
Op 18 december 1789 mende Flore zelf de koets waarmee ze deelnam aan de triomfantelijke intocht van de patriotten in Brussel. Haar echtgenoot werd verkozen tot president van het Oorlogsministerie onder de Verenigde Belgische Staten, maar al na een week nam hij ontslag uit onvrede met de statisten. De Staten van Vlaanderen lieten hem op 31 mei arresteren en vastzetten in de abdij van Baudeloo. Ook Flore werd opgesloten. Nadat de hertog op 22 juli 1790 was vrijgelaten op bevel van de Raad van Vlaanderen, week het echtpaar uit naar Douai en van daar naar het revolutionaire Parijs. In juni 1791 keerden ze terug naar de Oostenrijkse Nederlanden. Na de Franse overwinning in de Slag bij Fleurus vluchtte Flore naar haar familie in Wenen. In mei 1795 voegde ze zich bij haar echtgenoot in Bamberg. Wegens ziekte verbleef ze daar nog tot 10 februari 1796, terwijl haar man al was teruggekeerd naar Brussel. Na de jakobijnse staatsgreep van 18 fructidor kreeg ze het bevel om het land te verlaten. Gescheiden van haar gezin, vestigde ze zich in september 1797 in Breda en dan in Wenen, tot ze eind 1799 kon terugkeren. Haar man stierf in 1804.
Flore bekwaamde zich in diverse liefhebberijen. In mei 1794 volgde ze botanicales bij een privéleraar. Ze was ook vaardig met het pastelkrijt en maakte regelmatig portretten.

## Huwelijk
op 18 april 1771 trouwde prinses Flore met Wolfgang Willem van Ursel in de kapel van het Kasteel van Arenberg. Uit het huwelijk werden drie kinderen geboren:
- Louise Marie Caroline (1775-1834), gehuwd met Jacob graaf van Lannoy
- Charles Joseph (1777-1860), vierde hertog van Ursel
- Henriëtte Amelia Ferdinandina (1782-1849), gehuwd met Jan Antoon Claudius Adriaan markies de Mun